# Шумахер, Курт (скульптор)
Курт Шумахер (нем. Kurt Schumacher; 6 мая 1905 года, Штутгарт, Германия — 22 декабря 1942 года, Берлин, Германия) — немецкий скульптор, художник, график, антифашист, член движения Сопротивления во время Второй мировой войны, член организации «Красная капелла».

## Биография
Курт Шумахер переехал в Берлин и в 14 лет начал учиться на резчика по дереву. В 1922 году обучался в мастерской у скульптора Альфреда Бётхера в Берлине. Позже работал и учился у Людвига Гиза, сначала в училище при Музее прикладного искусства, затем в 1935 году в Единой государственной школе свободных и прикладных искусств в Берлине, став здесь преподавателем. Его привилегированное положение студента-мастера давало ему право на собственную студию, которую он делил с Фрицем Кремером.
В 1932 году познакомился с Харро Шульце-Бойзеном, с которым участвовал в организации конспиративного «почтового ящика» на студии, куда борцы движения Сопротивления приходили под видом «живых моделей» для скульптур. С ним также сотрудничала скульптор Ода Шоттмюллер.
В августе 1939 года помог заключенному Рудольфу Бергтелю, бежавшему из концентрационного лагеря Ашендорфер, перебраться в Швейцарию. В июне 1941 года был призван в армию, где в 1942 году, сильно рискуя, распространял анти-нацистскую брошюру «Offene Briefe an die Ostfront» («Открытые письма на Восточный фронт»). Впоследствии был демобилизован.

### Арест и казнь

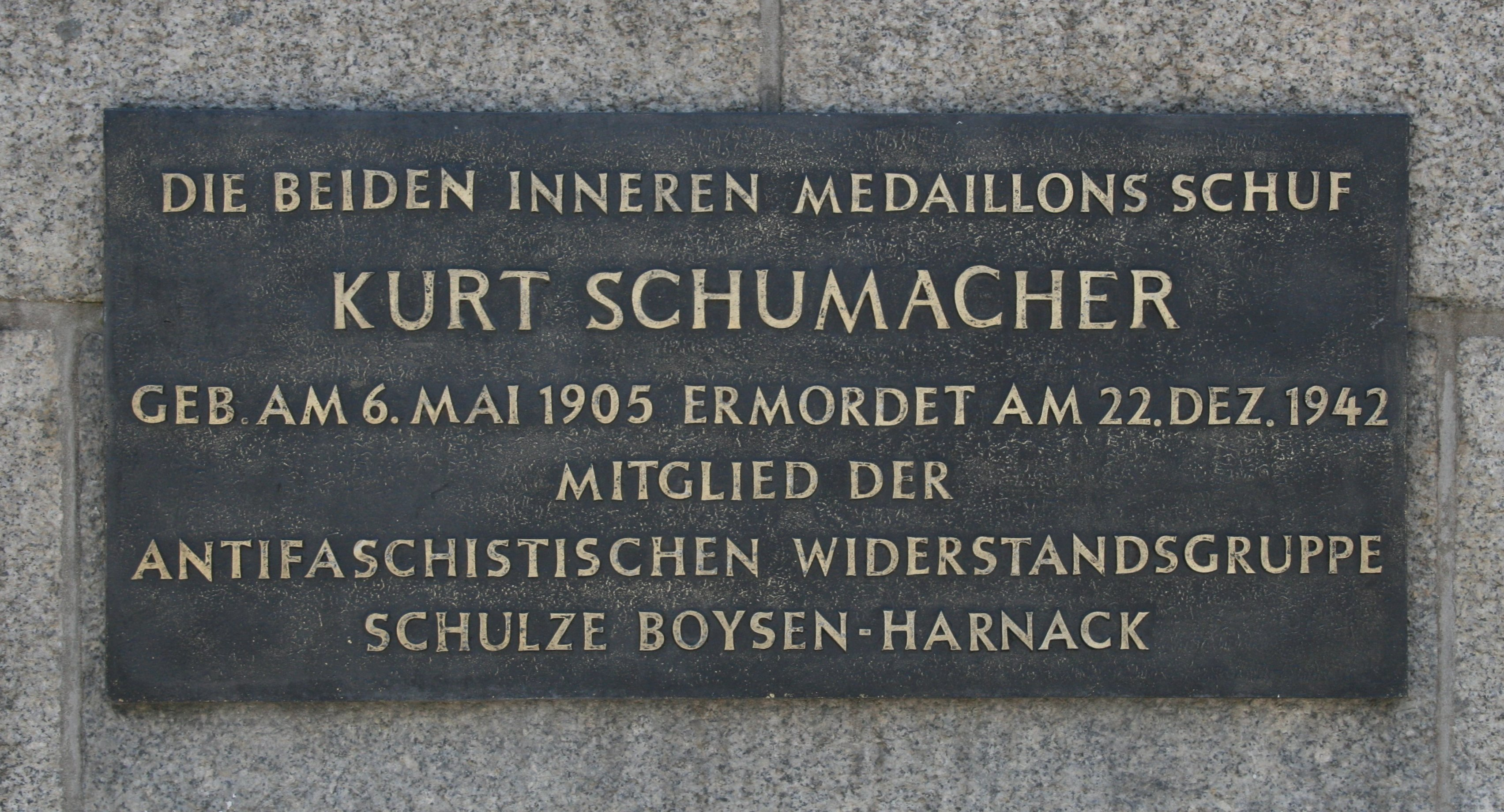
Памятная доска на Шлёйзенбрюке в Берлине

12 сентября 1942 года был арестован гестапо. Студия в Берлин-Темпельхоф со многими его произведениями была уничтожена нацистами. 19 декабря 1942 года Имперский военный трибунал приговорил его к смертной казни.
Курт Шумахер был повешен в тюрьме Плётцензее в Берлине 22 декабря 1942 года.